# 山鹿警察署
山鹿警察署（やまがけいさつしょ）は、熊本県警察所管の警察署である。

## 所管区域
- 山鹿市

## 所在地
- 熊本県山鹿市泉町102番地
- 最寄バス停 九州産交バス「山鹿警察署入口」バス停

## 沿革

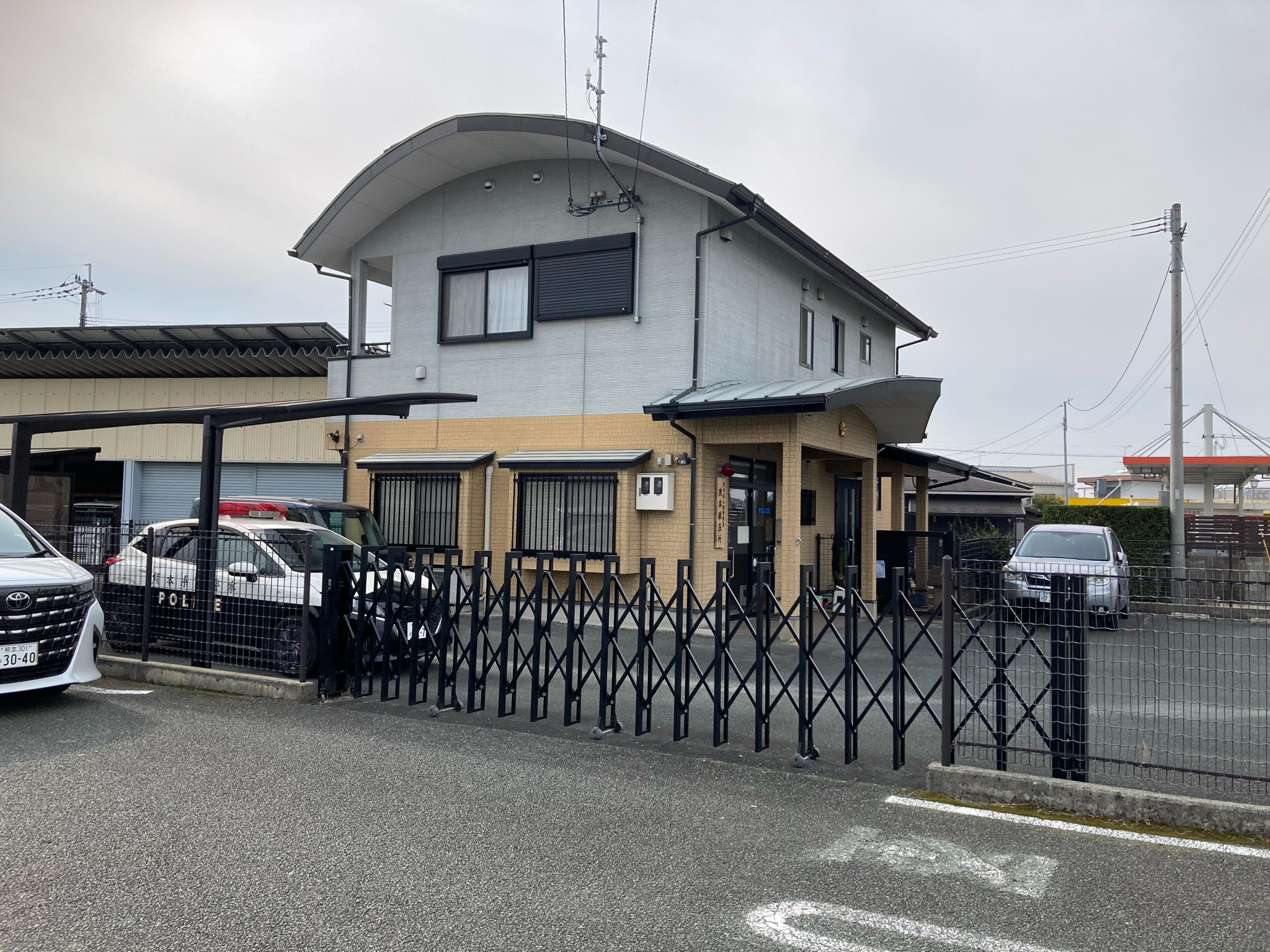
鹿本駐在所

## 交番・駐在所
| 名称       | 読み   | 所在地                     |
| ---------- | ------ | -------------------------- |
| 鹿本駐在所 | かもと | 山鹿市鹿本町来民1603番地1  |
| 鹿央駐在所 | かおう | 山鹿市鹿央町合里419番地1   |
| 鹿北駐在所 | かほく | 山鹿市鹿北町四丁1612番地   |
| 菊鹿駐在所 | きくか | 山鹿市菊鹿町下内田580番地3 |

## 関連リンク
- 熊本県警察